# Saint-Paul-de-l'Île-aux-Noix
Saint-Paul-de-l'Île-aux-Noix är en kommun i provinsen Québec i Kanada. Den ligger i regionen Montérégie, i den sydöstra delen av landet, 190 km öster om huvudstaden Ottawa.